# Trilogía del siglo
La  Trilogía del siglo  o  The Century Trilogy  (en su versión original en inglés) es un conjunto de tres libros del autor británico Ken Follett: La caída de los gigantes, El invierno del mundo y El umbral de la eternidad. Se trata de una trilogía que narra, por medio de historias entrelazadas entre sí, los principales acontecimientos acaecidos en el siglo XX.

Los libros narran las historias de 5 familias de diferentes nacionalidades - Estadounidenses, británicos, alemanes, galeses y rusos- en 3 generaciones distintas, en una serie de acontecimientos que se van interconectando libro tras libro. A pesar de ello, las obras pueden leerse por separado y no requiere comprensión de volúmenes anteriores para leerse uno posterior.

Se trata de una de las trilogías escritas más exitosas de la historia de la literatura, vendiendo más de dos millones de ejemplares de los dos primeros tomos en español.

## Las obras
El primer libro, La caída de los gigantes (2010), narra la historia de 5 familias con el trasfondo de la Revolución Rusa y de la Primera Guerra Mundial, así como los profundos cambios sociales que éstas conllevaron.
El segundo libro, El invierno del mundo (2012), versa acerca de los descendientes del primer libro, en un ambiente convulso acerca del ascenso del nazismo al poder, la Segunda Guerra Mundial y sus consecuencias o incluso la guerra civil española
El tercer ejemplar, que da cierre a la Trilogía es El umbral de la eternidad (2014), el cual narra los acontecimientos posteriores a la Segunda Guerra Mundial, precisamente el auge de los movimientos sociales en igualdad de derechos y la Guerra fría.

Esta es la historia de mis abuelos y de los vuestros, de nuestros padres y de nuestras propias vidas. De alguna forma es la historia de todos nosotros.
Ken Follett para la Trilogía del siglo